# Kenneth Sitzberger
Kenneth Sitzberger (* 13. Februar 1945 in Cedar Rapids; † 2. Januar 1984 in Coronado) war ein US-amerikanischer Wasserspringer. Er ist der Olympiasieger des Jahres 1964 im Kunstspringen.
Bei den Panamerikanischen Spielen 1963 gewann Sitzberger im Kunstspringen Bronze hinter dem Kanadier Thomas Dinsley und seinem Landsmann Richard Gilbert. Bei den Olympischen Spielen in Tokio im folgenden Jahr lag er nach der Vorrunde im Kunstspringen zunächst mit 98,66 Punkten auf dem dritten Platz hinter seinen Landsmännern Frank Gorman mit 105,99 Punkten und Lawrence Andreasen mit 100,31 Punkten. Durch seine drei Sprünge im Finale gewann Sitzberger mit 159,90 Punkten Gold vor Gorman mit 157,63 Punkten, Andreasen mit 143,77 Punkten und dem Deutschen Hans-Dieter Pophal mit 142,58 Punkten.
Im Jahr 1994, zehn Jahre nach seinem Tod, wurde Sitzberger in die International Swimming Hall of Fame aufgenommen.